# Tlacotalpan (municipalité)
La municipalité de Tlacotalpan est l'une des 212 municipalités de l'État de Veracruz, et est située dans la partie sud-est de cet État, au Mexique. Celle-ci se trouve dans le golfe du Mexique, légèrement en retrait de la côte. Inscrite dans la plaine côtière, elle appartient à la partie orientale du bassin du fleuve Río Papaloapan. Son chef-lieu est la ville éponyme de Tlacotalpan, dont le centre historique est inscrit au patrimoine mondial de l'Humanité. Cette municipalité dépend de la région administrative de Papaloapan, qui une des 10 subdivisions administratives de l'État de Veracruz.

## Géographie

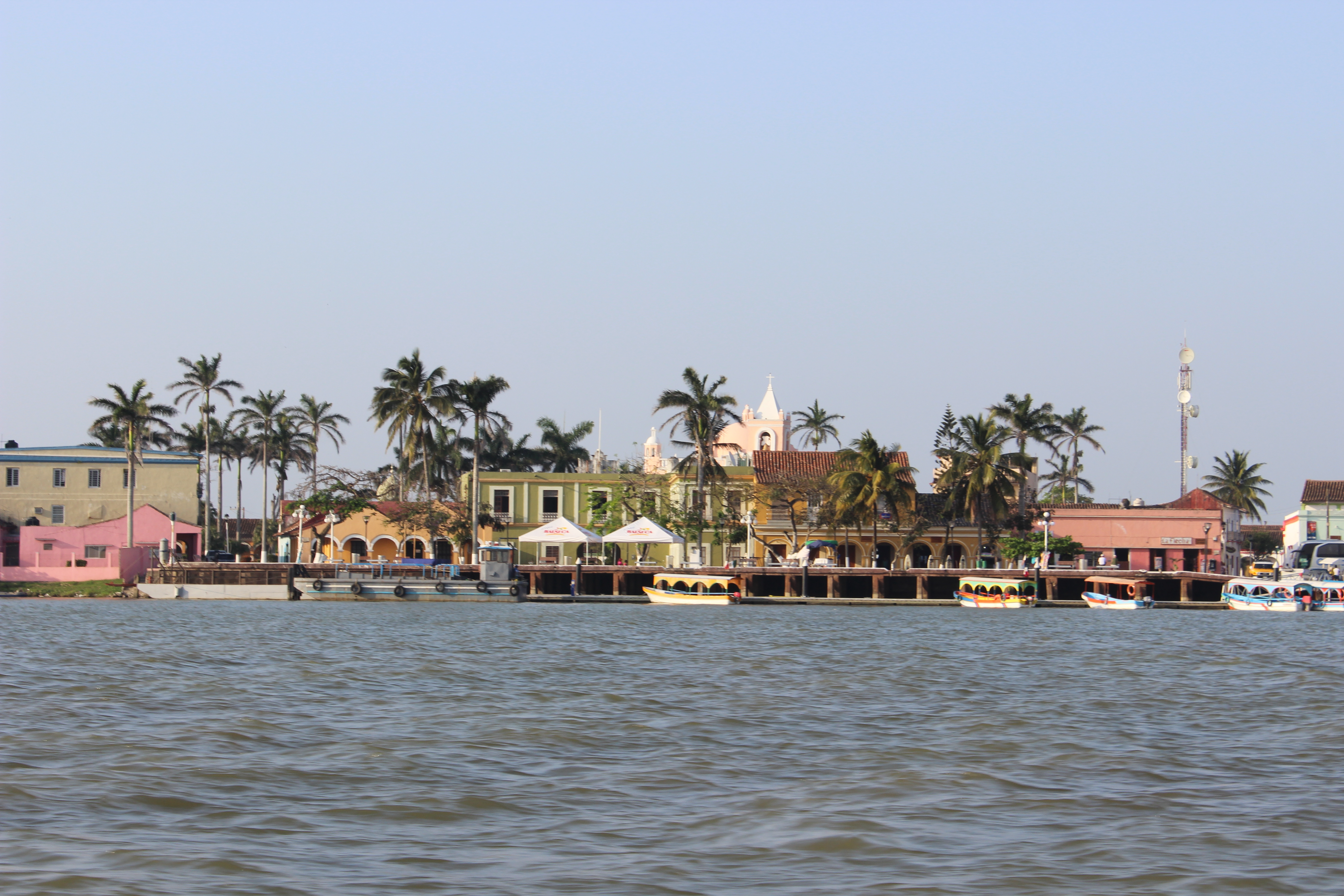
Tlacotalpan sur le Río Papaloapan

La municipalité de Tlacotalpan s'étend du nord au sud le long des vallées de la rivière San Juan, puis du fleuve Río Papaloapan, qui confluent face à la ville de Tlacotalpan. D'autres rivières appartenant au même bassin fluvial traversent son territoire, telle que la rivière Tesechoacán, qui forme sa limite occidentale. Elle prend appui au nord sur une série de lacs connectés à l'embouchure du Río Papaloapan, et la zone humide qui jouxte au sud la lagune d'Alvarado, exutoire de ce même fleuve. Son chef-lieu est la ville éponyme de Tlacotalpan, fondée par les colons espagnols au XVIe siècle, et dont le centre historique, remarquablement bien conservé, est inscrit au patrimoine mondial de l'Humanité. Son territoire occupe une superficie de 577,6km2, et était peuplé en 2020 de 12 898 habitants, pour une densité de 22,3 habitants par km2.
La municipalité est limitrophe au nord de celle d'Alvarado, à l'ouest de celles d'Acula et d'Amatitlán, au sud de celle d'Isla, et à l'est de celles de Santiago Tuxtla, Saltabarranca, et Lerdo de Tejada.

## Composition et démographie
La municipalité était composée en 2020 de 135 localités, dont une seule était considérée comme urbaine, les autres étant rurales.
| Localité                               | Population |
| -------------------------------------- | ---------- |
| Tlacotalpan                            | 7287       |
| Boca de San Miguel                     | 450        |
| Pérez y Jiménez                        | 385        |
| San Francisco los Cocos (La Guadalupe) | 356        |
| Las Amapolas                           | 221        |
| Reste des localités                    | 4199       |
| Total population                       | 12 898     |

En plus de l'espagnol, plusieurs langues amérindiennes sont parlées dans la municipalité, dont les principales sont par ordre d'importance : le nahuatl, le maya, le mixtèque, et le chinantèque.

## Histoire

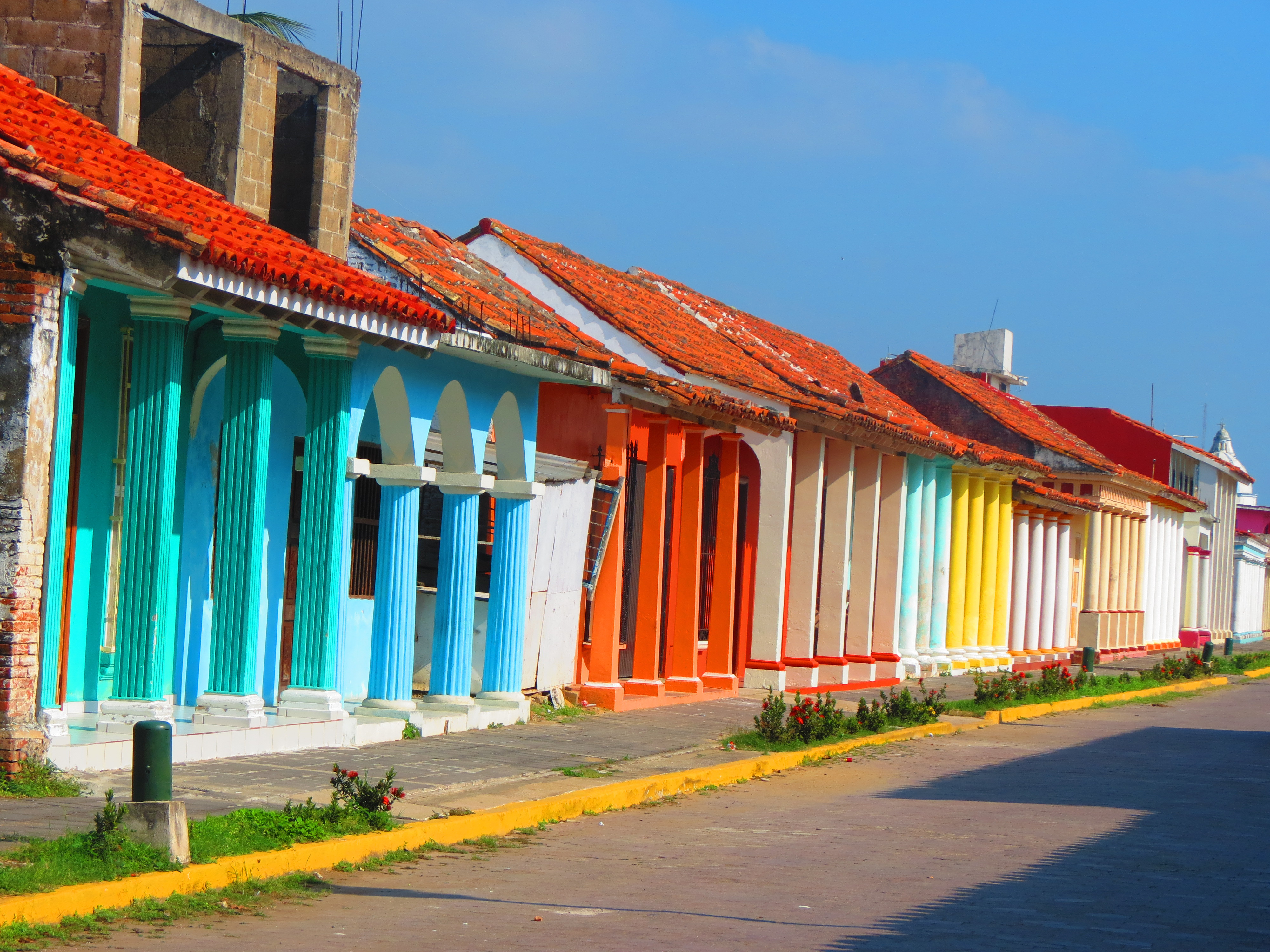
Une rue de Tlacotalpan

Durant la période précolombienne, le territoire est tour à tour occupé par les totonaques, puis par les toltèques, entre les XIIe et XVe siècles.
Après la conquête du Mexique, la ville de Tlacotalpan est fondée par les espagnols au milieu du XVIe siècle, et sert de port fluvial. C'est cet ancien quartier portuaire et les rues et bâtiments qui le jouxtent, qui ont été inscrits au patrimoine mondial de l'Humanité. La ville conserve une activité portuaire jusqu'au début du XXe siècle, date à partir de laquelle le port est concurrencé par la ligne de chemin de fer traversant l'isthme de Tehuantepec plus à l'est.

## Économie

### Agriculture et élevage
La superficie des parcelles semées représentait, en 2019 une surface totale de 5420,3 hectares, parmi lesquels 3631,3 hectares étaient voués à la culture de la canne à sucre, 1038 hectares étaient voués à la culture du maïs, et 698 hectares à celle du sorgo.
En 2019, la production de viande par tonnes comprenait 1988,9 tonnes de viande bovine, 46,6 tonnes de viande porcine, 17,9 tonnes de viande ovine, 42,2 tonnes de volaille, et 3,7 tonnes de dinde. La superficie vouée à l'élevage représentait alors 37 050 hectares.